# Claude Petit Jean
 (août 2022).
Claude Petit Jean, musicien et compositeur Lorrain, actif entre 1562 et 1592, mort avant 1603.

## Biographie
Claude Petit Jean apparaît pour la première fois en 1562 dans les comptes de la collégiale Saint-Georges de Nancy. Il est mentionné comme maître des enfants de chœur et maître des chantres de la collégiale (1565), maître des enfants de chœur à la cathédrale de Metz (1571), puis maître de chapelle à Verdun (1575). Le duc de Lorraine Charles III fit appel à lui lors du service funèbre de sa femme, Claude de France (1575). En 1576, Claude Petit Jehan gagna un prix à la compétition d’Évreux avec sa chanson à cinq voix du sonnet de Ronsard Ce riz plus doux. Il finit sans doute sa carrière à Metz, où il est mentionné comme maître des enfants de chœur (1583).

## Œuvre
Une seule œuvre de Claude Petit Jean nous est parvenue, la chanson à quatre parties Je suis devenu amoureux depuis trois mois, publiée dans le Vingtieme livre de chansons à quatre & cinq parties d’Orlande de Lassus & autres, publié par Adrian Le Roy et Robert Ballard en 1569, réédité en 1571 et 1578.
Édition moderne dans The sixteenth-century chanson : previously unpublished full score of chansons from the ateliers of Le Roy and Ballard, Moderne and Waelrant and de Laet, éd. Jane A. Bernstein, t. 19, New York / Londres, 1991, p. 253-258.
Une chanson au timbre et au texte très proches se trouve dans le Recueil des plus belles et excellentes chansons en forme de voix-de-ville… de Jehan Chardavoine (Paris : Claude Micard), 1576, fol. 209-212.